# Ludwig von Falkenhausen
Ludwig von Falkenhausen (Guben, 13 settembre 1844 – Görlitz, 4 maggio 1936) è stato un generale tedesco.

## Biografia
Falkenhausen nacque a Guben, figlio del luogotenente generale Alexander von Falkenhausen (1821-1889) e di sua moglie Catherine Rouanet (1825-1907).
Falkenhausen, in giovane età, frequentò la scuola privata di Berlino e dal maggio 1856 entrò nell'esercito come cadetto alla scuola militare di Potsdam. Nel 1859 proseguì i propri studi all'accademia militare di Berlino. Nel maggio del 1862 venne affidato al 1º Reggimento della guardia e successivamente, come aiutante del medesimo reggimento, venne posto nella riserva della fanteria di guardia. Nel 1866 prese parte alla campagna contro la Danimarca e tra l'ottobre del 1868 ed il maggio 1869 prestò servizio nel reggimento della guardia-artiglieria da campo come aiutante.
Nella Guerra franco-prussiana (1870-71) egli prese parte alle battaglie di Gravelotte, Beaumont, Sedan ed all'Assedio di Parigi. Alla fine del 1870 rinunciò alla posizione di aiutante reggimentale e dal luglio dell'anno successivo divenne aiutante della 28ª Divisione di stanza a Karlsruhe.
Negli anni successivi venne trasferito diverse volte: dal 40º Reggimento fucilieri allo Stato maggiore generale dell'esercito, quindi allo Stato maggiore della 16ª Divisione di stanza a Treviri e poi allo Stato maggiore dell'VIII Corpo d'armata di stanza a Coblenza. Nel 1885 venne trasferito come comandante del 1º Battaglione del 65º Reggimento di fanteria a Colonia.
Nel marzo del 1887 Falkenhausen fu capo dello Stato maggiore del Regiment der Gardes du Corps a Berlino e nel giugno del 1890 divenne comandante del 4º Reggimento "Kaiserin Auguste" a Coblenza. Due anni più tardi prese il comando della 29ª Brigata di fanteria a Colonia e dal 1893 fu capo quartiermastro del capo dello Stato maggiore generale dell'esercito. Tra il 1893 ed il 1895 divenne anche membro della commissione di studi dell'accademia militare.
Dopo aver lavorato nel dipartimento di guerra, nel gennaio del 1895 divenne direttore del dipartimento generale della guerra. Nel febbraio 1895 venne nominato rappresentante nel Bundesrat. Nel gennaio 1897 divenne comandante della 2ª Divisione della Guardia di stanza a Berlino. Nel 1899 divenne comandante generale del XIII Corpo d'armata "Württemberg" e nel marzo del 1902 decise di ritirarsi dal servizio attivo, mantenendosi comunque nell'ambito degli studi scientifici militari.

### La prima guerra mondiale

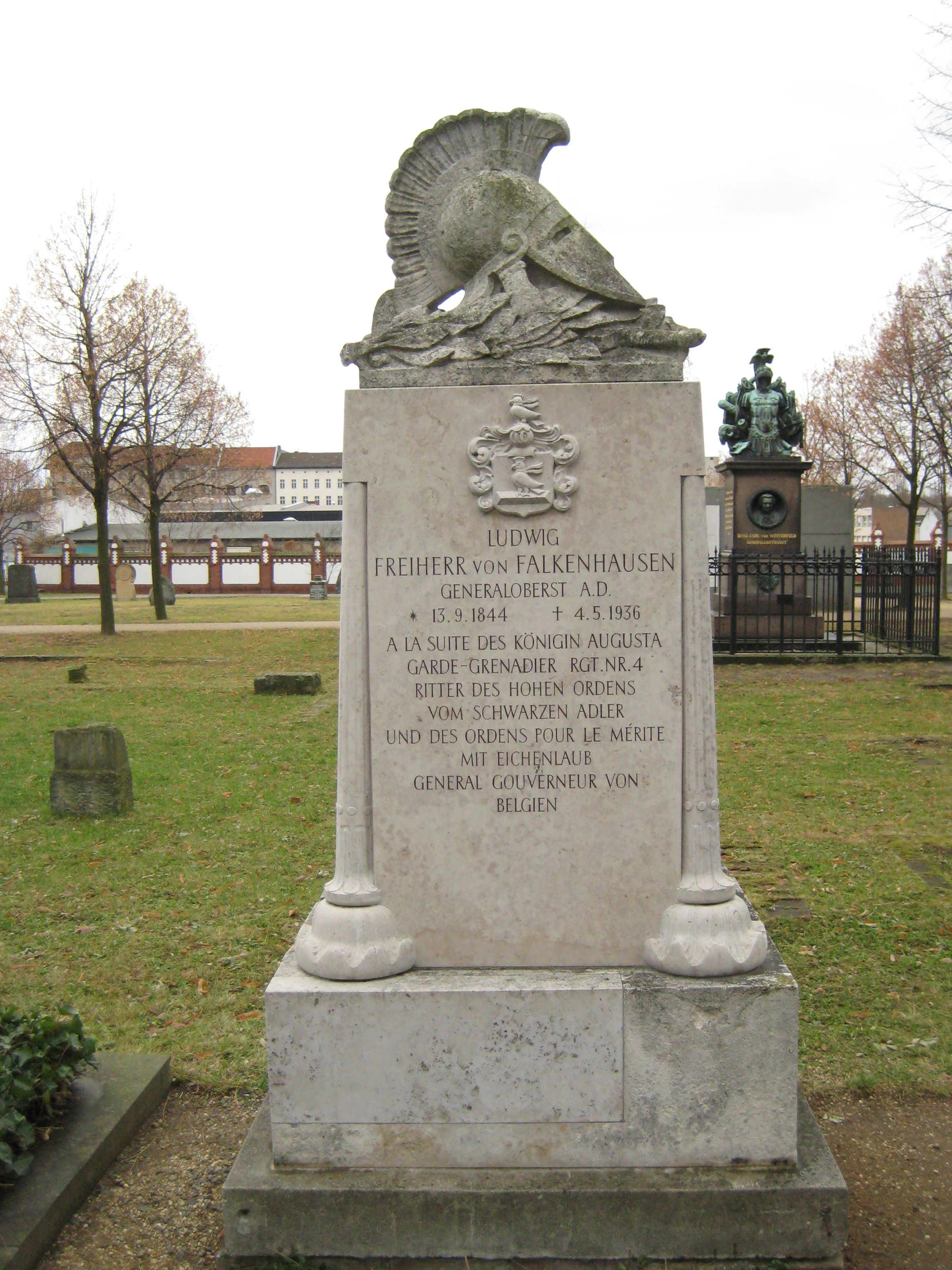
Tomba di Falkenhausen all'Invalidenfriedhof, Berlino.

Nell'agosto del 1914, dopo lo scoppio della prima guerra mondiale, Falkenhausen venne posto nei corpi di riserva della 6ª Armata. Come comandante di dipartimento, comandò le truppe tedesche durante la battaglia di Delmer e i combattimenti di trincea in Lorena nel 1915-1916.
Il 23 agosto 1915, inoltre, ricevette l'Ordine Pour le Mérite con l'aggiunta delle foglie d'alloro il 15 aprile dell'anno successivo.
Falkenhausen fu a capo della VIª Armata durante la Battaglia di Arras nell'aprile del 1917, che ad ogni modo risultò essere un disastro; venne sostituito sul campo dal generale Erich Ludendorff.
Successivamente egli succedette a Moritz von Bissing come governatore generale del Belgio durante l'occupazione tedesca dal maggio 1917 al novembre 1918. Nel 1918 The Times titolò un proprio articolo Falkenhausen's reign of terror descrivendo i 170 civili uccisi dai militari tedeschi da quando egli venne nominato governatore.
Morì a Görlitz dopo essersi ritirato a vita privata a conclusione del conflitto.